# Bibianów
Bibianów – wieś w Polsce, położona w województwie łódzkim, w powiecie zgierskim, w gminie Parzęczew. W latach 1975–1998 miejscowość administracyjnie należała do ówczesnego województwa łódzkiego.
Wieś rzędowa oddalona 3 km od centrum miasta Ozorków i 5 km od miejscowości Parzęczew; zagrody rozlokowane po zachodniej stronie drogi biegnącej południkowo; geologicznie na pograniczu mezozoicznych utworów kredy i jury; geomorfologicznie środkowa część na pagórku polodowcowym typu kem (nazwy miejscowe: „Górka Parzęczewska”, „Góra Marii”); średnia wysokość 153 m n.p.m., deniwelacja terenu przekracza 15 m; na obszarze wstępują: grunty orne (kompleks żytni dobry, żytni słaby, żytni najsłabszy), użytki zielone (łąki, pastwiska), nieużytki rolnicze (eksploatacja kopalin), lasy; wieś założona około 1827 roku, początkowo była kolonią; pod koniec XIX wieku kolonia Bibianów liczyła 34 domy i 188 mieszkańców; według Pierwszego Powszechnego Spisu Ludności z dnia 30 września 1921 roku i innych źródeł urzędowych wieś Bibianów (także Bibjanów w gminie Piaskowice w powiecie łęczyckim) zamieszkiwały 122 osoby (61 mężczyzn i 61 kobiet), wszystkie wyznania rzymskokatolickiego, stały 23 domy mieszkalne; według Narodowego Spisu Ludności i Mieszkań 2011 w dniu 31 marca 2011 roku sołectwo Bibianów liczyło 226 mieszkańców (115 mężczyzn i 111 kobiet), w tym wieś Bibianów 135 osób; we wsi żwirownia i piaskownia, sklep i kapliczka (dawniej drewniany krzyż); wieś traci rolniczy charakter, mieszkańcy utrzymują się z pracy poza rolnictwem; postępują procesy urbanizacyjne, rozwój budownictwa indywidualnego; należy do parafii Świętego Wawrzyńca Diakona i Męczennika w Solcy Wielkiej; działa Stowarzyszenie Przyjaciół Sołectwa Bibianów; sołectwo Bibianów tworzą wsie: Bibianów, Konstantki, Mamień; na terenie sołectwa miały miejsce starcia zbrojne podczas bitwy nad Bzurą we wrześniu 1939 roku; w pobliżu rzeka Bzura, kompleks leśny leśnictwa Chociszew wchodzący w skład Nadleśnictwa Grotniki, autostrada A2, przystanek PKP i ŁKA.